# Moukoko Manyanye
Moukoko Manyanye "King Pass All" était le roi des Malimba au Cameroun pendant la période où l'Empire allemand a établi une colonie au Kamerun.

## Biographie
Moukoko Manyanye est le premier roi du peuple Malimba du Cameroun. Il était surnommé "King  Pass All" (le Roi au dessus des autres).
Le King Pass All est issu du clan Bonabwaba de Mulimb'e Mbenje. Il est le fils de Manyanye Bwabe dit "King Pass" et le petit-fils du grand guerrier Malimba Bwab'a Itila. Après sa mort, son fils  Moukoko Jean   "Djapitè Moukoko", lui succéda en tant que roi des Malimba.
Sa première épouse était Dourou Japitè, fille du roi de Small-Batanga (Batanga de l'embouchure du fleuve Nyong) Japitè da Dipanga da Mungonjo, signataire d'un traité le 18 juillet 1884 avec Dettemering, directeur local de la firme Woermann.

## Histoire
King Pass All signa une convention commerciale avec la France représentée par le capitaine de frégate Gabriel Godin commandant du Voltigeur le 19 avril 1883 , convention qui fût approuvée par le parlement français le 13 novembre 1883. Il signa aussi un traité avec les Allemands le 13 août 1884.

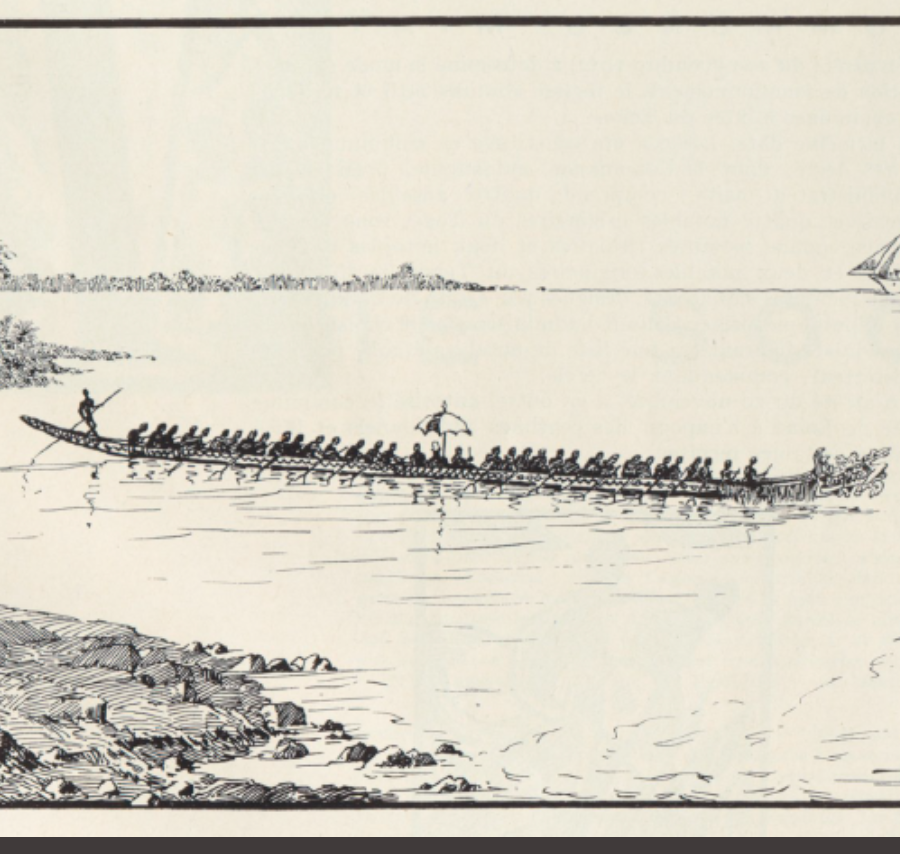
Pirogue du Roi des Malimba Moukoko Manyanye "King Pass All"